# Mesoginella tryphenensis
Mesoginella tryphenensis is een slakkensoort uit de familie van de Marginellidae. De wetenschappelijke naam van de soort is voor het eerst geldig gepubliceerd in 1932 door Powell.